# Siège de Crema
Guerres entre guelfes et gibelins
Batailles
1150 – 1200
- Vernavola (1154)
- Spolète (1155)
- Tortone (1155)
- Milan (1158)
- Siziano (1159)
- Crema (1159)
- Carcano (1160)
- Milan (1162)
- Prataporci (1167)
- Alexandrie (1174-1175)
- Legnano (1176)

1201 – 1250
- Calcinato (1201)
- Casei Gerola (1213)
- Cortenuova (1237)
- Brescia (1238)
- Faenza (1239)
- Giglio (1241)
- Viterbe (1243)
- Parme (1248)
- Fossalta (1249)
- Cingoli (1250)

1251 – 1300
- Bataille de Montebruno (1255)
- Cassano (1259)
- Montaperti (1260)
- Bénévent (1266)
- Tagliacozzo (1268)
- Colle (1269)
- Roccavione (1275)
- Desio (1277)
- Forlì (1282)
- Pieve al Toppo (1288)
- Campaldino (1289)

1301 – 1350
- Pavie (1302)
- La Lastra (1304)
- Milan (1311)
- Soncino (1312)
- Gaggiano (1313)
- Rho (1313)
- Ponte San Pietro (1313)
- Scrivia (1315)
- Montecatini (1315)
- Pavie (1315)
- Sestri (1318)
- Bardi (1321)
- Mirandola (1321)
- Gorgonzola (1323)
- Vaprio d'Adda (1324)
- Altopascio (1324)
- Zappolino (1325)
- San Felice (1332)
- San Quirico (1341)
- Gamenario (1345)

1351 – 1402
- Mirandola (1355)
- Casorate (1356)
- Solara (1356)
- Alexandrie (1391)
- Casalecchio (1402)

Le siège de Crema était un siège de la ville de Crema, en Lombardie, par le Saint-Empire romain germanique du 2 juillet 1159 au 25 janvier 1160. Les cremaschi ont tenté de défendre leur ville contre les germains, mais ont finalement été vaincus par les hommes de Frédéric Barberousse.
Avec la prise de Milan en 1162, ces événements ont marqué le début des guerres entre les guelfes et les gibelins, menant à la formation de la Ligue lombarde, une alliance de communes italiennes du nord contre l'empereur, soutenue par le pape.

## Contexte historique
En 1158, Frédéric Barberousse mène une armée dans le nord de l'Italie pour réduire l'autonomie de ses communes. Le principal allié impérial, Crémone, est alors en conflit avec la voisine Crema au sujet des droits et privilèges notamment dus aux évêques de Crémone. Créma est également alliée à Milan, et cela est perçu comme une menace d'extension du pouvoir milanais vers Crémone et le fleuve Pô. Lors d'une réunion tenue à Casale Monferrato, les cremonesi convainquent Frédéric d'attaquer Crémone, un acte qui implique également une menace contre Milan rebelle. Les cremonesi paient également 15 000 couronnes d'argent à Frédéric en échange de son aide.

## Le siège
Après l'ultimatum envoyé par Frédéric le 2 février 1159, demandant la destruction de leurs murs et ayant été refusé, les cremasiens s'installent dans leur ville pour résister à un siège. Barbarossa tue ses prisonniers, alors que les cremaschi découpent leurs prisonniers en morceaux devant leurs camarades,.
Les troupes assiégeantes sont principalement formées par les contingents impériaux de Barberousse, dont une partie est dirigée par son frère, Conrad, et par le fils de ce dernier, Frédéric; par les troupes bavaroises sous le duc Henri le Lion; et par les troupes communales, appartenant principalement aux principaux alliés impériaux, Crémone (sous l'évêque Oberto da Dovara (it)) et Pavie. La ville est située sur une plaine marécageuse et est protégée par plusieurs fossés et un haut double mur. Les défenseurs disposent de neuf mangonneaux comme artillerie défensive. Milan tente de sauver Créma en attaquant une ville voisine, mais Barbarossa repousse les Milanais.
Les assiégeants se mettent en position finale en octobre 1159; à partir du mois de décembre suivant, ils utilisent un chat, suivi d'une tour de siège, pour couvrir leurs ingénieurs de siège qui creusent sous les murs. Cela amène également les cremaschi à creuser des tunnels pour commencer la guerre souterraine. Après que le chat a érodé les murs, un bélier est utilisé pour créer une brèche dans les murs ; la tour est ensuite rapprochée des murs à partir du 6 janvier. L'assaut final est lancé le 21 janvier à l'aide d'un pont mobile mesurant environ 24 × 3,5 mètres, tandis qu'un plus petit est lancé depuis la tour de siège.
Les défenseurs et les civils, dont certains sont morts de faim et de maladie, se rendent le 25 janvier après que les troupes impériales ont pris le contrôle des murs extérieurs. Environ 20 000 survivants sont autorisés à partir avec ce qu'ils peuvent emporter avant que Crémone ne soit pillée et totalement incendiée. Un édit émis par Frédéric en 1162 à Lodi interdit officiellement sa reconstruction.
Milan est également prise et détruite deux ans plus tard, mettant fin à la première phase de la guerre. Crémone peut être reconstruite par ses citoyens après la signature de la Paix de Constance en 1183.